# Cris Gunther
Cris Gunther é um cantor, compositor e ator americano. O seu single, "Never Give Up" (Nunca Desista) foi escolhido pela cantora Madonna para ser uma das atrações diárias de sua iniciativa global de cunho artístico, Art for Freedom. "Never Give Up" foi a primeira canção/vídeo clipe a ser selecionada entre milhares de obras inscritas.

## História
Gunther nasceu em Beckley, Virgínia Ocidental, e começou a sua carreira de apresentações em boates, competição de talentos e cantando no coro da igreja pentecostal quando tinha 9 anos.
O pai de Cris Gunther, Terry Gunther, cantor e compositor profissional de country/pop/gospel, foi o cantor de abertura para uma dúzia de estrelas da música country americana nos anos 80 e 90, incluindo Lone Star, Lorrie Morgan,Billy Crash Craddock, Wade Hayes, Donna Fargo, Gene Watson, e T. Graham Brown, para citar alguns. Terry Gunther também se apresentou no The Memorial Service For Miners (Serviço Memorial para os Mineiros) em Beckley, Virgínia Ocidental, dia 20 de Abril de 2010, onde o Presidente Barack Obama foi o orador principal. Outras pessoas notáveis de West Virginia são: o cantor/compositor Bill Withers ("Lean on Me", "Ain't No Sunshine"), a atriz Jennifer Garner(Alias, Elektra), a ginasta que ganhou a medalha de ouro em 1984 Mary Lou Retton, e o autor/educador Booker T. Washington (1865-1915).
Cris Gunther morou em Nova York por quatorze anos, onde ele começou sua carreira profissional na faculdade Marymount Manhattan College (uma faculdade liberal de artes localizada no lado leste superior de Manhattan) como estudante de teatro e psicologia. Alunos que passaram por lá incluem o ator Alexander Skarsgård (Eric Northman, True Blood), a atriz Moira Kelly (One Tree Hill, "O Rei Leão"), e a cantora/atriz Ivette Sosa (Eden's Crush, Chasing Papi). Os créditos de atuação de Cris Gunther incluem um papel principal para o The History Channel no documentário 'The Mexican-American War' (Guerra Mexicano-Americana) apresentada pelo campeão de boxe Oscar De La Hoya, um documentário educacional internacional feito pelo publicador McGraw Hill; e de vários filmes independentes, peças off-Broadway, e videoclipes. Não demorou muito e Gunther fez seu lançamento como modelo nas páginas da Vogue Italiana em uma história chamada 'The Discreet Charm Of The Bourgeois', fotografada pelo mundialmente renomado fotógrafo de moda, Steven Meisel
Gunther depois de redescobrir sua paixão por música, e passar os próximos anos escrevendo e gravando músicas demos, treinando com o instrutor vocal, Don Lawrence, conhecido pelo seu trabalho com Christina Aguilera, Lady Gaga, Bono (U2), e Mick Jagger (The Rolling Stones). Cris Gunther foi escolhido para se apresentar no Songwriters Hall Of Fame Showcase em NYC (Lady Gaga foi também escolhida para esse mesmo evento em 2006, antes de sua ascensão internacional) que apareceu nas paginas da revista Billboard Magazine em 2002. E finalmente, em 2007, Cris Gunther lançou seu primeiro álbum independente, Fall Into The Open, via iTunes, com a participação do produtor/escritor Fab Dupont (Shakira, Jennifer Lopez) na faixa "Fools Gold". Cris colaborou com Mic Murphy, vocalista da banda The System (que conseguiu o top 1 americano com o hit ‘Don’t Disturb This Groove’) na faixa "Black Doll". Gunther também trabalhou com a artista da Verve Records, Lucy Woodward,(vencedora do premio BMI para compositores com o hit top 5 "There's Gotta Be (More to Life)") na faixa "Gotta Give", "Sacred Sexuality", e o cover de Kylie Minogue, "Turn It into Love". O produtor/compositor Tim K (Tiny Hearts, Russell Taylor, Les Nubians, Collette, Esthero) produziu nove das dez faixas do CD.
Em 2008, Gunther começou a trabalhar e morar em Belo Horizonte e Rio de Janeiro, Brasil. Em Outubro de 2010, Gunther apresentou dezessete shows em sua primeira turnê patrocinada pela Cultura Inglesa, uma das escolas de idiomas mais conhecidas no Brasil. Gunther também fez vários shows em lugares famosos como o Palácio das Artes, Granfinos e Roxy/Josefine, em colaboração com a rádio Jovem Pan. No fim de 2012 Gunther atuou num comercial de TV para a sofisticada rede de supermercados brasileira, Verdemar, e fez uma campanha de fotografia para a empresa global, Magnesita.  Em Janeiro de 2013, a campanha de Gunther no Kickstarter para o projeto sonoro/visual Anchor And Wings foi 100% financiada. O projeto do álbum Anchor And Wings foi produzido por Gunther e Othoniel.
A música "Never Give Up" (escrita e produzida por Othoniel e Cris Gunther) foi adicionada no grande site de música com mais de 7 milhões de usuários por mês, NME Magazine localizado no Reino Unido. O single também foi adicionado a outros vinte diferentes sites sobre música e política pelo mundo, incluindo Tokyo, Istanbul, Brasil, Polônia, Croácia e vários sites Árabes.
Em 2014, Gunther atuou em seu segundo comercial para a TV brasileira, para a Drogaria Araujo. Cris gravou uma performance para a franquia de música internacional BalconyTV, que tem visto artistas famosos, como Mumford & Sons, Ed Sheeran, The Script, Jessie J e Kimbra, gravarem episódios antes de se lançarem internacionalmente. Gunther alcançou o 1º lugar no pop chart do Reverbnation em Belo Horizonte, Brasil, e entrou para o Top 5 nacional.
A composição inédita de Gunther, "They Need Love", foi classificada em 1° lugar por 3 semanas, em junho de 2015, no ranking do ISINA, o novo programa de mentoria dos vencedores do Grammy - Babyface (que produziu e compôs canções para Michael Jackson, Janet Jackson, Whitney Houston, Madonna, Ariana Grande, Eric Clapton)- e Walter Afanasieff (que produziu e compôs canções para Mariah Carey, Ricky Martin, Celine Dion, Marc Anthony, Barbara Streisand, Josh Groban, Christina Aguilera). E na semana de 28 de Setembro de 2015, a segunda canção inédita de Cris Gunther, "204" (escrita por Gunther e Curt Francisco e produzida por Luã Linhares) foi classificada em 1º lugar no ranking mundial do Isina..
Cris Gunther lançou o single de protesto social "Terror Inc." (escrita por Cris Gunther e Curt Francisco e produzida por Luã Linhares), através da sua nova companhia de negócios, entretenimento, música, filmes, artes cênicas, moda, joalheria e livros, chamada Anchor And Wings, LLC, em 9 de Agosto de 2015.

## Estilo Musical
A fusão de pop americano, rock e soul, com gospel, black music, música eletrônica e ritmos brasileiros.

## Discografia

### Álbuns
- Fall Into The Open (2007)
- Anchor And Wings (A ser lançado)